# Oedipina gephyra
Oedipina gephyra es una especie de salamandras en la familia Plethodontidae.
Es endémica de Honduras.
Su hábitat natural son los montanos húmedos tropicales o subtropicales.
Está amenazada de extinción debido a la destrucción de su hábitat.